# Crimson Viper
Crimson Viper (クリムゾン・ヴァイパー Kurimuzon Vaipā), tên viết gọn là C. Viper, nickname Maya (マヤ), là một nhân vật trò chơi điện tử trong loạt trò chơi đối kháng nổi tiếng Street Fighter của Capcom.

## Hình thành và phát triển
Trong khi các trò chơi (và cả nhân vật) đều được xây dựng bởi Nhánh Nghiên cứu và Phát triển của Capcom, thì do những yên cầu tới tấp của những người hâm mộ bên ngoài Nhật Bản nên nhóm phát triển đã cho phép các nhánh khác của công ty thiết kế và phát triển một nhân vật hoàn toàn mới. Nhân vật Viper được thiết kế dựa trên sự nghiên cứu thị trường về việc một người chơi người Mỹ sẽ thích chơi một nhân vật có những đặc điểm như thế nào, đồng thời cần những sự biến đổi theo hướng "Tây phương hóa" và xem xem người chơi sẽ đón nhận nhân vật mới này với thái độ ra sao.
Các nhà điều hành của Street Fighter IV đã miêu tả nhân vật này là nhân vật "phi chính thống" nhất trong số 4 nhân vật mới trong trò chơi này. Trả lời một vài ý kiến cho rằng nhân vật Viper có nhiều nét tương đồng với các nhân vật do SNK phát triển (đặc biệt là trong trò chơi King of Fighters), Ono cho biết rằng sự giống nhau này là không có chủ ý, và ông cũng nói thêm rằng nhân vật này được tạo ra từ những ngày đầu tiên trong quá trình phát triển. Ông cũng cho biết ban đầu ông dự định tạo ra một nhân vật có thiết kế "ấn tượng", và ông cảm thấy có ấn tượng từ các nhân vật của SNK.
Được thiết kế bởi Ikeno Daigo, Viper được thiết kế là một bà mẹ độc thân 20 tuổi.

## Phong cách chiến đấu
Phong cách chiến đấu của cô bao gồm những cú đá móc, khả năng hủy bỏ những cú nhảy, và khả năng lao xuống từ trên cao (khá giống với Akuma). Ono cho biết Viper sử dụng nhiều thiết bị hiện đại, "là đại diện cho phương pháp chiến đấu mới với phong cách chiến đấu từ điện tới lửa".

## Xuất hiện
Crimson Viper có sự xuất hiện đầu tiên của mình trong trò chơi Street Fighter IV với vai trò là một điệp viên hai mang người Mỹ, vừa là nhân viên của S.I.N. và vừa là một điệp viên ngầm của CIA. Cô là một trong những nhân vật có phản xạ nhanh nhất trong trò chơi. Động cơ hành động của cô là vì cô con gái Lauren, và vì tiền. Viper còn xuất hiện trong trò chơi hợp tác của Capcom là Marvel vs. Capcom 3: Fate of Two Worlds. Trong Street Fighter: The Legend of Chun-Li, vai Maya được đóng bởi Moon Bloodgood.
Crimson Viper còn xuất hiện trong Super Street Fighter IV.

## Đón nhận
VideoGamer.com cho rằng Viper trông "nực cười", và còn nói rằng cô giống "một nhân vật của SNK bị lạc trong trò chơi của Capcom". Anime News Network cảm thấy nhân vật này vừa vặn với "cái khuôn Street Fighter", mặc dù vẫn cho rằng cô giống với nhân vật trong loạt King of Fighters. Eurogamers cũng cảm thấy tương tự, nhưng lại cho rằng sự tương phản đó không phù hợp với tính thẩm mỹ của trò chơi.
Một nhà phê bình của New Straits Times miêu tả Viper là nhân vật tốt nhất trong những nhân vật mới, đề cao cả ngoại hình và phong cách chiến đấu. GamesRadar cho rằng trong khi cách tấn công của cô không phù hợp với trò chơi cho lắm, "thì đó chính là lý do vì sao cô ta đã đóng góp rất nhiều cho trò chơi". IGN AU cũng khen ngợi nhân vật này, cho biết họ thấy ấn tượng với lối đánh đa dạng của cô.